# 明日之光
《明日之光》（アシタノヒカリ）是日本音乐团体AAA的第47张单曲，於2015年5月27日由avex trax发售。

## 概要
- 《明日之光》是AAA出道十週年的計劃 - 連續7個月單曲發行的第五作。
- 《明日之光》是朝日電視台動畫『境界觸發者』（WORLD TRIGGER）的新主題曲。
- 主打曲《明日之光》由西島隆弘作開頭。
- 與前作相同，此單曲並未收錄任何B面曲。
- 此單曲有2個版本，分別有「CD ONLY」和「初回生産限定動畫盤」。「初回生産限定動畫盤」採用「境界觸發者」的主角作為封面，但收錄內容與「CD ONLY」相同。
- 在6月8日於公信榜单曲週排行榜取得第4位。

## 收錄内容

### CD
1. 明日之光
（作詞：溝口貴紀 / Rap詞：Mitsuhiro Hidaka / 作曲：丸山真由子）
2. 明日之光 (Instrumental)